# Frontera entre Zàmbia i Botswana
La frontera entre Zàmbia i Botswana és la frontera fluvial que separa aquests dos països de l'Àfrica Meridional. Amb una longitud aproximada de 150 m, és la  més curta de les fronteres internacionals.

## Característiques
El límit es troba al curs del riu Zambezi, que és ampli en aquest punt d'aproximadament 400 m. La frontera no està delimitada amb precisió: comença al trifini Botswana - Namíbia - Zàmbia i acaba 150 m més a l'est al trifini entre Botswana-Zàmbia-Zimbàbue. Depenent de l'escala del mapa observat, pot aparèixer gairebé com un tetrapunt

## Cruïlla

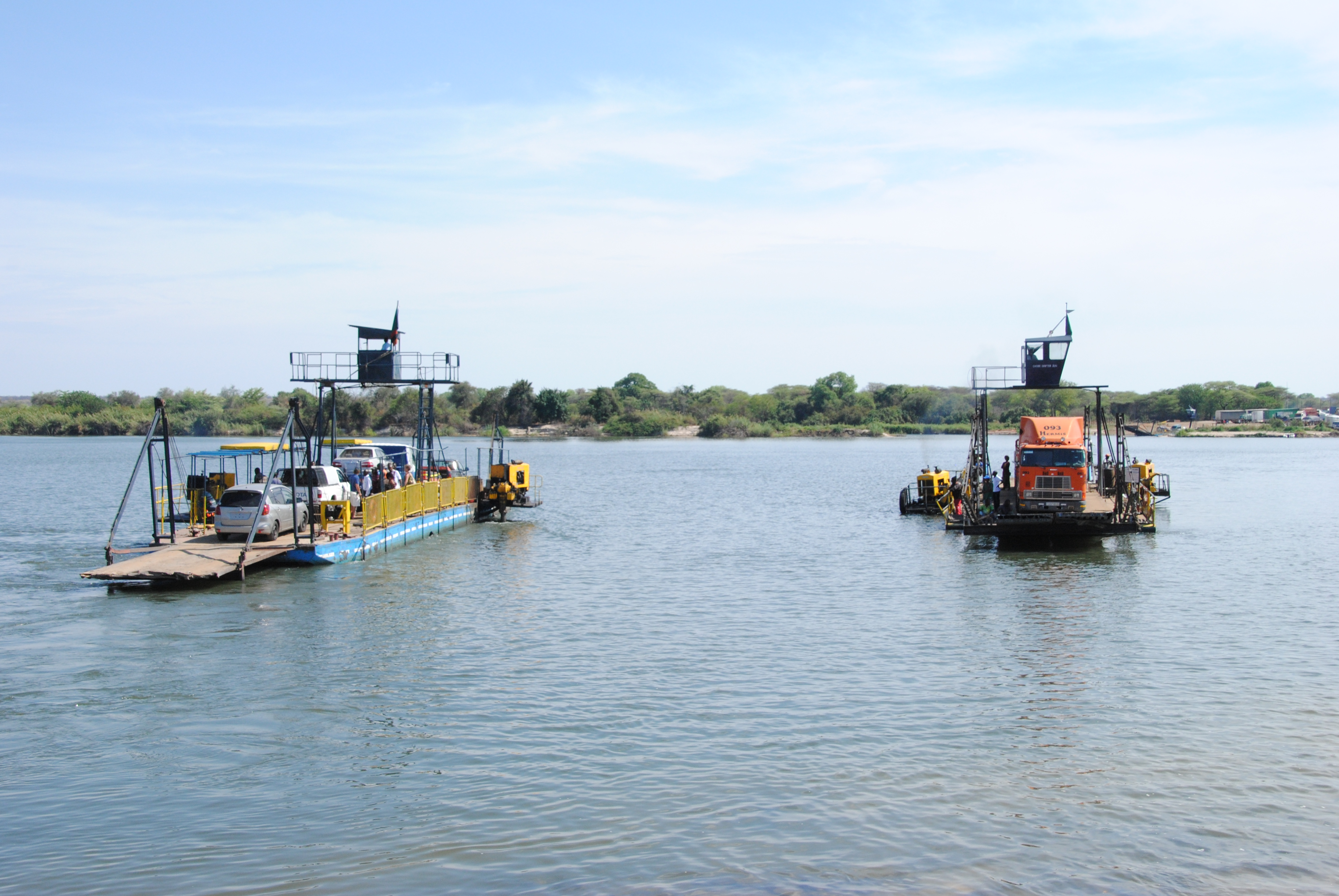
Passatge de la frontera en ferri

La frontera separa Kazungula a Zàmbia i Kasane a Botswana. Les dues ciutats estan connectades pel Ferry de Kazungula, doues embarcacions pontó motoritzades que transiten entre els ports de duanes a banda i banda del riu Zambezi. .
Després del sotsobre d'un transbordador l'any 2003, els governs d'ambdós països van anunciar l'any 2007 la construcció d'un pont fronterer per reemplaçar-lo.